# Палас (готель)
Готель "Палас" – пам’ятка архітектури та містобудування місцевого значення "Будинок житловий з магазином (готель "Палас")" (охоронний номер 31-М від 14.02.1991). Внесений до Державного реєстру нерухомих пам’яток України (охоронний номер 31-Вн від 30.12.2010). Розташований за адресою: м. Вінниця, вул. Соборна, 38.

## Історія
Будівництво готелю, який планувався як прибутковий будинок, почалося у 1902 році. Будівельні роботи проводилися за проектом архітектора Григорія Артинова на замовлення підприємця Романа Шерра.
Але після зведення будівля була переобладнана під готель із розташованими на першому поверсі крамницями.
Після визвольних змагань та встановлення радянської влади приміщення готелю були пристосовані для адміністративних потреб та в подальшому перероблені на житлові квартири. При цьому магазини на першому поверсі залишилися. В лівій частині будинку працював кооперативний книжковий магазин, у правій знаходився "Торгзін".
По відновленню Україною державності в приміщеннях колишнього готелю розташувалися офіси приватних фірм.

## Архітектура
Будинок готелю, зведений у стилі "неоренесанс" з елементами "бароко",  є триповерховою, цегляною спорудою, має тинькований головний фасад, який виконаний за симетрично-осьовою композицією та орієнтований на центральну вулицю міста.
Вісь симетрії фасаду підтримується еркером на консолях з чотирьохгранним куполовидним дахом. Консолі прикрашені фігурами атлантів.
Головний вхід розташований по центру будинку, з двох боків знаходяться вітрини та входи до магазинів.
Стіни фасаду рустовані.
Вікна другого поверху обрамлені пілястрами; сандрики прикрашені замковим каменем.
Вікна третього поверху також обрамлені  пілястрами з елементами коринфського ордеру та сандриком складного профілю.
У 2010 році були проведені реставраційні роботи фасаду. 